# Окулярник магейський

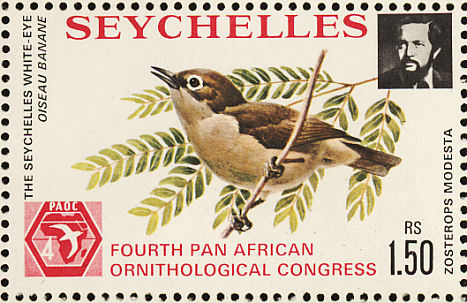
Поштова марка із зображенням магейського окулярника

Окулярник магейський (Zosterops modestus) — вид горобцеподібних птахів родини окулярникових (Zosteropidae). Ендемік Сейшельських Островів. Деякий час вважався вимерлим.

## Опис
Довжина птаха становить 10-11 см. Верхня частина тіла оливково-сіра, нижня частина тіла тьмяна. Навколо очей вузькі білі кільця. Хвіст довгий, темно-сірий.

## Поширення і екологія
Магейські окулярники мешкають на Сейшельських островах. Вони живуть в рівнинних тропічних лісах, чагарникових заростях, в садах і на плантаціях.

## Поведінка
Магейські окулярники харчуються комахами, ягодами і насінням. Сезон розмноження триває з вересня по квітень. Гніздо чашоподібне, в кладці від 2 до 7 яєць. Інкубаційний період триває 13-15 днів. пташенята покриваються пір'ям через 11-16 днів. Батьки продовжують піклуватися про пташенят ще 2 місяці. Магейським окулярникам притаманна складна поведінка колективного піклування за пташенятами. 

## Збереження
З 1935 по 1960 рік магейський окулярник вважався вимерлим, поки він не був повторно відкритий на високогір'ї острова Мае. До 1996 року птах вважався дуже рідкісним, його популяція складала 25-35 птахів. Основними причинами катастрофічного зменшення популяції були зокрема, знищення природного середовища, поява інвазивних щурів і конкуренція з інтродукованими видами птахів, зокрема з індійською майною. В 1997 році популяція з 250 птахів була відкрита на острові Консепшен. Нині популяція цього острова складає від 244 до 336 птахів. В 2001 році 31 магейський окулярник був інтродукований на острів Фрегат. Нині популяція цього острова складає більше 60 птахів. В подальшому птахи були інтродуковані також на острови Норт і Саут-Казін. Інтродукція на острів Норт виявилась успішною. 
Нині світова популяція магейських окулярників складає більше 500 птахів. МСОП класифікує цей вид як вразливий.